# Cranioceras
Il craniocerato (gen. Cranioceras) è un mammifero artiodattilo estinto, appartenente ai dromomericidi. Visse tra il Miocene medio e il Miocene superiore (14 - 6 milioni di anni fa) e i suoi resti fossili sono stati ritrovati in Nordamerica. 

## Descrizione
Di aspetto e dimensioni simili a quelli di un'antilope, questo animale era caratterizzato dalla presenza di un lungo corno sporgente dalla parte posteriore del cranio. Il cranio era inoltre dotato di due lunghe corna sopraorbitali dritte e a sezione circolare, che si assottigliavano verso la fine e terminavano in una punta aguzza, incurvandosi leggermente verso l'interno. Il corno mediano occipitale era anch'esso a sezione circolare ma era diretto posteriormente. Non era presente alcun canino superiore e vi era un corto diastema (lo spazio tra i denti anteriori e quelli delle guance). La fila dei premolari era accorciata e vi era una fossetta anteriore aperta sul quarto premolare inferiore. I molari erano a corona bassa (brachidonti) o media (mesodonti) e privi della cosiddetta "Palaeomeryx fold", tipica invece di altri dromomericidi. 

## Classificazione
I primi fossili di questo animale vennero ritrovati in Nuovo Messico e vennero descritti da Edward Drinker Cope nel 1874; lo studioso riconobbe l'insolita struttura del corno occipitale e attribuì il fossile a una nuova specie del genere di antilocapre estinte Cosoryx (C. teres). L'anno dopo, lo stesso Cope attribuì la specie al genere di cervidi Dicrocerus, mentre nel 1907 Gidley ritenne che questa specie fosse da attribuire al genere europeo Palaeomeryx. Nel 1918, Matthew descrisse un altro fossile insolito proveniente dal Nebraska con il nome di Cranioceras unicornis; fu a questo genere che Frick (1937) attribuì la prima specie nota, con il nome di Cranioceras teres. Numerosi resti fossili di questo genere sono stati ritrovati in California, Nuovo Messico, Nebraska, Texas e South Dakota. 
Cranioceras fa parte dei dromomericidi, un gruppo di artiodattili tipicamente americani dalle caratteristiche insolite e dall'incerta collocazione sistematica, forse imparentati con i cervidi. In particolare, Cranioceras è un rappresentante dei cranioceratini, caratterizzati dall'allungamento dell'occipite in una struttura simile a un corno. Cranioceras sembrerebbe essere derivato da forme come Bouromeryx o Procranioceras, e a sua volta potrebbe essere all'origine degli ultimi dromomericidi noti, Yumaceras e Pediomeryx.